# Ferdinand Adalbert Kehrer
Ferdinand Adalbert Kehrer (* 19. Juli 1883 in Heidelberg; † 9. März 1966 in Münster) war ein deutscher Mediziner und Professor für Neurologie und Psychiatrie an der Universität Münster.

## Leben
Ferdinand Kehrer war der Sohn des Universitätsprofessors, Geheimrats und Direktors der Gynäkologischen Klinik in Heidelberg Ferdinand Adolf Kehrer. Nach dem Besuch des Humanistischen Gymnasiums nahm er 1901 ein Studium der Philosophie und Medizin in Heidelberg, Berlin, München und Kiel auf. 1908 begann er seine Assistenzzeit bei Alfred Hoche und promovierte bei Oswald Bumke über die Erblichkeit des Muskelschwundes. 1914 habilitierte er sich in Kiel zum Thema Wortamnesie. Im Ersten Weltkrieg wurde Kehrer schon 1915 aufgrund einer Verwundung von der Front abgezogen und damit beauftragt, im Schwarzwald ein Reservelazarett für an Kriegsneurosen erkrankte Soldaten im Gebiet des 14. Armeekorps einzurichten.
1918 erhielt er die Oberarztstelle der Psychiatrischen und Nervenklinik in Breslau, wo er auch seine Lehrtätigkeit begann. Darauf folgte 1921 die Ernennung zum außerordentlichen Professor. 1925 erfolgte ein Ruf an die Universität Münster als ordentlicher Professor für Neurologie und Psychiatrie. Ferdinand Kehrer war in der Aufbauphase der Klinik, über die Zeit des Nationalsozialismus hinweg bis in die Nachkriegszeit hinein Lehrstuhlinhaber und Klinikleiter der Psychiatrischen und Nervenklinik der Universität Münster. Er war überzeugter Befürworter der nationalsozialistischen Gesundheitspolitik und eine Zeit lang ärztlicher Beisitzer am Erbgesundheitsobergericht (EGOG) in Hamm, jedoch kein Mitglied der NSDAP. Er wirkte ab 1934 an Zwangssterilisationen mit (als sachverständiger Arzt am EOG, als beantragender Arzt gemäß § 3 Abs. 2 GzVeN, und als Operateur). Im Zuge der Entnazifizierung erfolgten keine Konsequenzen.
Nach Ende des Zweiten Weltkriegs war Ferdinand Adalbert Kehrer 1945 Dekan der Medizinischen Fakultät der Universität Münster.
Im Oktober 1953 wurde Kehrer emeritiert. Zu seinem 75. Geburtstag wurde er mit dem Großen Bundesverdienstkreuz ausgezeichnet. Zudem wurde ihm an seinem 80. Geburtstag die Ernst-von-Bergmann-Plakette verliehen. Am 9. März 1966 starb er 83-jährig in Münster.
Der Nachlass von Ferdinand Adalbert Kehrer befand sich bis Juni 2013 im Institut für Ethik, Geschichte und Theorie der Medizin der Universität Münster und wurde dann vom Universitätsarchiv der Westfälischen Wilhelms-Universität Münster übernommen.

## Schriften
- Ursachen und Erblichkeitskreis von Chorea, Myoklonie und Athetose: mit 6 Abbildungen und 54 Stammbäumen, In: Monographien aus dem Gebiete der Neurologie und Psychiatrie, 50, Springer, Berlin 1928
- Die Allgemeinerscheinungen der Hirngeschwülste, Thieme, Leipzig 1931
- Die Insulin-Lipodystrophie, Stuttgart, Thieme 1949
- Vom seelischen Altern, Aschendorff, Münster 1950; 2., verb. und wesentlich erw. Aufl. 1952
- Das Verstehen und Begreifen in der Psychiatrie, Thieme, Stuttgart 1951
- Der Wandel der Generationen; eine biologisch-soziologische Studie, F. Enke, Stuttgart 1959
- Geschichte der Universitäts-Nervenklinik Münster, Münster 1962